# سیمرغ بلورین
سیمرغ بلورین نام جایزه اصلی جشنواره فیلم فجر است که هر ساله در کشور ایران برگزار می‌شود. این جشنواره از بخش‌های مختلف فیلم‌‌های داخلی و خارجی تشکیل شده‌است و از سال ۱۳۶۱ هر سال در دههٔ فجر در زمستان برگزار می‌شود که در بخش‌های مختلفی مانند بهترین فیلم، کارگردانی، فیلمنامه، بازیگر زن و مرد اصلی و مکمل، فیلمبرداری، آهنگسازی و غیره با نظر هیئت داوران به اهدای جوایز سیمرغ بلورین می‌پردازد. نام این جایزه از سیمرغ، مرغ افسانه‌ای گرفته شده‌است.

## طراحی
ابراهیم حقیقی اولین طراح سیمرغ بلورین در سال ۱۳۶۱ برای نخستین جشنواره فیلم فجر بوده و به گفته خودش این مهم‌ترین اثری است که تا کنون طراحی کرده‌است. این در حالی است که محسن وزیری مقدم هنرمند ایرانی بیان می‌کرد طرح سیمرغ را در سال ۱۳۲۸ برای جلد کتاب شاهکارهای ادبیات فارسی تألیف پرویز ناتل خانلری کشیده بوده و در همان سال به چاپ رسیده‌است. سیمرغ بلورین جشنواره فیلم فجر از سال ۱۳۹۱ با مواد ارزشمند در کشور جمهوری چک ساخته شده‌است.